# Stanisław Kotek-Agroszewski
Stanisław Kotek-Agroszewski (ur. 1 grudnia 1905 w Ślęzanach, zm. 18 sierpnia 1985 w Warszawie) – polski polityk, kierownik resortu administracji publicznej PKWN, poseł do KRN (1944–1947), poseł na Sejm Ustawodawczy (1947–1952).

## Życiorys
Urodził się w rodzinie Stefana i Katarzyny. Z wykształcenia ekonomista – ukończył Wydział Społeczno-Ekonomiczny Wolnej Wszechnicy Polskiej i Instytut Pracy Samorządu Terytorialnego w Warszawie. W okresie międzywojennym działacz kółek rolniczych i spółdzielczości rolniczo-handlowej. W okresie okupacji niemieckiej członek konspiracyjnego Stronnictwa Ludowego „Roch” i żołnierz Batalionów Chłopskich. Od 21 lipca 1944 do 20 listopada 1944 był kierownikiem resortu administracji publicznej w PKWN.
Od lutego 1944 do 1947 był posłem do Krajowej Rady Narodowej, a od 1947 do 1952 posłem na Sejm Ustawodawczy. 
W 1944 należał do SL „Wola Ludu” (od lutego do września jako wiceprezes Zarządu Głównego tej partii), a następnie do SL (po utworzeniu partii, od września do listopada 1944, stał na jej czele jako prezes Tymczasowego ZG). Po 1956 należał do ZSL. Został pochowany na cmentarzu Wojskowym na Powązkach w Warszawie (kwatera C35-7-9).

## Ordery i odznaczenia
- Order Krzyża Grunwaldu III klasy (3 stycznia 1945)
- Medal za Warszawę 1939–1945 (17 stycznia 1946)[3]
- Pamiątkowy Medal z okazji 40. rocznicy powstania Krajowej Rady Narodowej (1983)[4]